# Magali Léger
Magali Léger est une cantatrice française, soprano lyrique léger.

## Biographie
Magali Léger est née à Paris. Originaire de la Guadeloupe, elle a été l’élève de Christiane Eda-Pierre puis de Christiane Patard. Elle a obtenu en 1999 un premier prix au Conservatoire national supérieur de musique de Paris,.
Elle a été nommée en 2003 dans la catégorie « Révélations » des Victoires de la musique.

## Discographie
- Mottetti e Sonate da chiesa (Motets et sonates d'église), Georg Friedrich Haendel, Magali Léger et l'ensemble RosaSolis, Musica Ficta, 2009.
- La Bonne Chanson, Gabriel Fauré, Magali Léger/Michaël Levinas, M&A 2008.
- Médée, opéra de Michèle Reverdy, Mandala 2004.
- Pergolesi & Porpora, Cantate e sonate da camera (Pergolèse et Porpora, Cantates et sonates de chambre), Magali Léger et RosaSolis.
- Astor Piazzolla, Magali Léger et la pianiste Marcela Roggeri, Transart Live.
- La Métamorphose, opéra de Michael Levinas, Aeon, 2012.
- Debussy/Intégrale des Mélodies, Ligia Digital, décembre 2014.
- La belle époque, Magali Léger, Marianne Piketty et Dana Ciocarlie, œuvres de Camille Saint-Saëns et Gustave Samazeuilh, Fondamenta, 2016.
- Magnificat pour la paix, Magalie Léger avec la Maîtrise de Reims, dirigée par Sandrine Lebec, Aep Notre-Dame, 2017.
- Stabat Mater, OP.61 G.532 de Luigi Boccherini, avec l’ensemble RosaSolis, ed. RosaSolis, 2017.

## Vidéographie
- Die Entführung aus dem Serail (L'Enlèvement au sérail), de Wolfgang Amadeus Mozart, Les Musiciens du Louvre, direction Marc Minkowski, mise en scène Jérôme Deschamps et Macha Makeïeff, Festival d'Aix-en-Provence 2004, BelAir Classic.
- « Rameau, Maître à Danser » - Daphnis & Eglé - La Naissance d'Osiris, Les Arts Florissants, direction de William Christie, Outhere Music, 2014.
- Joseph Merrick,The Elephant Man ( opera en 3 Actes de Laurent Petigirard) 2004 edition Naxos. Filmé à l’opéra de Nice le 29 novembre 2002. Joue le rôle de The Coloratura.